# Корф, Сергей Александрович
Барон Сергей Александрович Корф (19 февраля [2 марта] 1876, Санкт-Петербург — 8 марта 1924, Уильямстаун, США) — профессор русского государственного права и истории русского права Гельсингфорского университета.

## Биография
Родился 19 февраля (2 марта) 1876 года в семье барона Александра Фердинандовича Корфа (1844—1895); мать Варвара Сергеевна, урождённая Горсткина (1856—1910). Его двоюродными братьями были Владимир, Сергей и Константин Дмитриевичи Набоковы.
Окончил Императорское училище правоведения (1898) и юридический факультет Санкт-Петербургского университета и уехал в научную командировку в Западную Европу, где проходил стажировку в университетах Германии и Швейцарии, слушал лекции в Гейдельбергском университете.
Поступил на государственную службу, в 1899—1906 годах был чиновником особых поручений в Министерстве финансов. Выполнял ряд ответственных поручений, представляя интересы России в Маньчжурии, на мирных Гаагских конференциях, международных заседаниях Красного Креста; он организовывал работу русской секции на международной ярмарке в Америке в 1904 году.
По политическим взглядам тяготел к партии кадетов, полагая, что Россия должна быть конституционным демократическим государством, построенным на федеративной основе. После подписания им воззвания «К свободным гражданам свободных стран» был лишён придворного сана. Уехал в Нюландскую губернию, где получил звание профессора Императорского Александровского университета в Гельсингфорсе после защиты 22 октября 1906 года в Санкт-Петербургском университете диссертации по государственному праву «Дворянство и его сословное управление за столетие 1762—1855».
В 1916 году преподавал на Высших коммерческих курсах М. В. Побединского.
В 1917 году стал помощником финляндского генерал-губернатора Н. В. Некрасова.
К событиям октября 1917 года отнёсся крайне отрицательно и в 1918 году был вынужден эмигрировать. Сначала семья Корфов уехала в Швецию, затем после бесконечных мытарств по европейским столицам он вместе с детьми перебрался в США, жил в Вашингтоне. Активно занимался публицистикой и научной деятельностью. Был избран на профессорские должности в Джорджтаунском и Колумбийском университетах. Умер во время лекции в Школе дипломатической службы в Вильямстауне.

## Главные труды
- «Железнодорожный смешанный суд в Маньчжурии» (СПб., 1903)
- «Дворянство и его сословное управление за столетие 1762—1855 годов» (СПб., 1906)
- «Федерализм» (СПб., 1908)
- «История русской государственности. Основные черты древнерусского государства» (СПб., 1908)
- «Административная юстиция в России» (СПб., 1910. Кн. 1—3)
- «Право опубликования парламентских отчетов» (1911)
- «Государственный строй Канады» (М., 1911)
- «История правительствующего сената за двести лет» (Ярославль, 1911)
- «Государственный строй Австралии» (М., 1912)
- «Реформа Сената» (1912)
- «Гражданская свобода» (1913)
- «Автономные колонии Великобритании» (СПб., 1914)
- «Русское государственное право» (СПб., 1915)
- «Понятие суверенитета (к десятилетию манифеста 17 октября)» (М., 1915).

## Дети
- Сын — Сергей (Сергей Александр; 1906—1989)[4], астрофизик;
- дочь — Варвара, художница.

## Рекомендуемая литература
- Вельский К. С. Профессор С. А. Корф — видный русский государствовед, административист и юрист-международник (К 130-летию со дня рождения) // «Государство и право». — 2007. — № 3.
- Павлов А. В. Научно-педагогическая и политическая деятельность С. А. Корфа (1876—1924 гг.) в России и эмиграции: дис. … канд. ист. наук. — СПб., 2006.